# Jean-Luc Houssaye
Pour les articles homonymes, voir Houssaye.
Jean-Luc Houssaye est un céiste français de slalom. 
Aux Championnats du monde 1953 à Merano, il est médaillé d'or en C2 par équipe et médaillé de bronze en C2 avec Pierre d'Alençon.